# 20. Flak-Division
A 20. Flak-Division (em português: Vigésima Divisão Antiaérea) foi uma divisão de defesa antiaérea da Luftwaffe durante a Alemanha Nazi, que prestou serviço na Segunda Guerra Mundial.

## Comandantes
- Georg Neuffer, (12 de novembro de 1942 - 10 de maio de 1943)[2]
- Otto Sydow, (1 de outubro de 1943 - outubro 1944)[2]
- Hermann Rudhart, (Outubro 1944 - 30 de outubro de 1944)[2]
- Johann-Wilhelm Doering-Manteuffel, (30 de outubro de 1944 - 19 de janeiro de 1945)[2]
- Theodor Herbert, (19 de janeiro de 1945 - 22 de maio de 1945)[2]
- Ernst Schluchtmann, (22 de maio de 1945 - 8 de maio de 1945)[2]